# Selayar
Pour les articles homonymes, voir Selayar (homonymie).
Selayar, en indonésien Pulau Selayar, est une île d'Indonésie située dans le prolongement de la pointe sud-ouest de Sulawesi. L'île est la plus grande des îles Selayar, un archipel baigné par la mer de Florès. Administrativement, Selayar fait partie du kabupaten des îles Selayar, dans la province de Sulawesi du Sud.

## Géographie
Selayar couvre une superficie de 832 km2 sur 90 kilomètres du nord au sud pour trente kilomètres de largeur. Les îles voisines sont Pasi, Gusung Tallang, Bahuluang, Jampea, Kalao, Bonerate et Kalaotoa. Sa plus grande ville, qui est aussi le chef-lieu du kabupaten des îles Selayar, est Benteng (en).
Les hérons et les perruches blanches sont parmi les espèces d'oiseaux rencontrées sur Selayar qui compte aussi de nombreux papillons. Les côtes de l'île sont souvent constituées de mangroves.

## Histoire

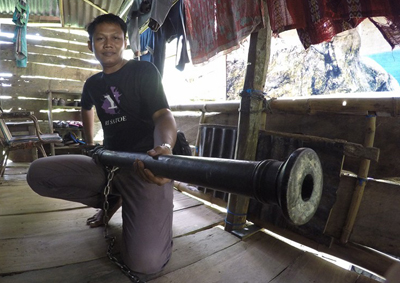
Ancien canon en bronze, du type de ceux attribués au XIVe siècle de Majapahit, trouvé à Selayar

Les vestiges d'une entité politique peu connue appelée Dongsong et remontant à 2 000 ans ont été retrouvés sur Selayar. L'île est située sur une des routes commerciales menant aux Moluques, les îles aux épices. Le Nagarakertagama, poème épique écrit au XIVe siècle sous le règne du roi javanais Hayam Wuruk de Majapahit, mentionne le nom de Selayar. De nombreuses céramiques chinoises de cette époque ont été retrouvés dans des tombes.

## Démographie
La population parle le selayar.

## Économie
L'économie de l'île est basée sur l'agriculture, notamment de l'exportation de la noix de coco, du maïs, de la mandarine, de la noix de cajou et des fruits secs.
Selayar propose aussi des plages de sable blanc et des sites de plongée sous-marine aux touristes.

## Transport

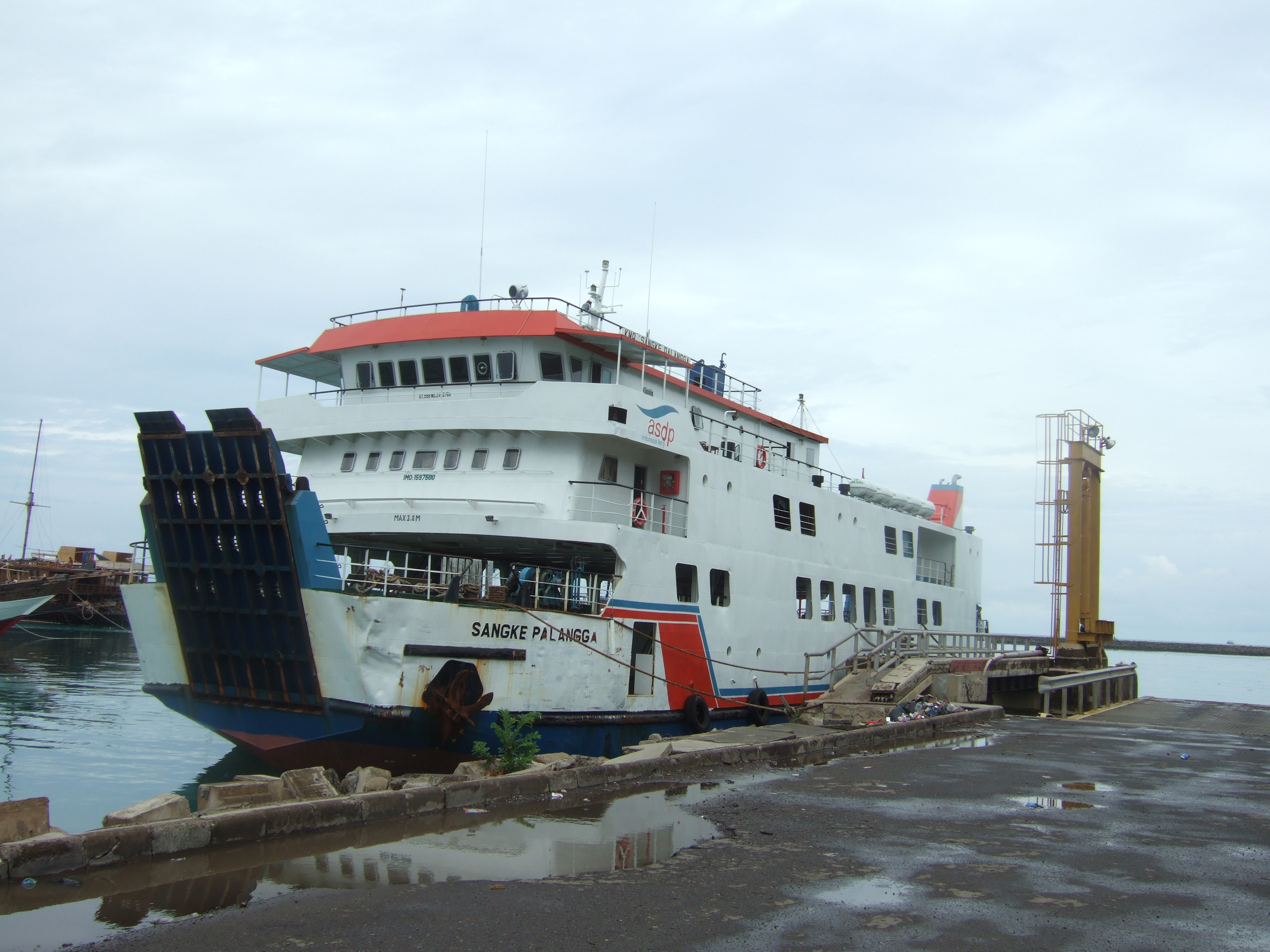
Ferry assurant la liaison entre Selayar et Bira

Selayar est accessible par bateau depuis Bira sur Sulawesi.
L'aéroport H. Aroeppala permet de relier Benteng en avion.